# 71-615
71-615 (согласно Единой нумерации. Также известен как КТМ-15) — пассажирский высокопольный односторонний трамвайный вагон производства УКВЗ. Является узкоколейной модификацией вагона типа 71-608КМ (для колеи 1000 мм) и отличается от последнего только конструкцией тележек. Спроектирован специально для трамвайной системы Пятигорска.

## История создания
- 1994 год — начата разработка трамвайного вагона уменьшенной колеи для Пятигорска. За основу был взят кузов базовой модели 71-608КМ, под который были разработаны тележки колеи 1000 мм. При проектировании тележек в качестве базовой принята конструкция чехословацкой тележки с наружными буксами. Для привода использовали тяговые двигатели ДК-269 уменьшенных габаритов мощностью 45 кВт и массой 400 кг[1].
- 1995 год — построено два опытных вагона 71-615, которые в конце года поступили в трамвайное депо Пятигорска для проведения испытаний[1].
- 1997—1998 годы — построено ещё 10 вагонов модели 71-615, из которых 9 вагонов поступили в Пятигорск. Вагон с заводским номером 00009 не был выкуплен, позднее его оборудовали стандартными мостовыми тележками и продали в Магнитогорск[1].

## Устройство вагона

### Кузов
Кузов вагона — с цельносварным несущим каркасом, изготовлен из полых элементов — труб квадратного и прямоугольного сечения, а также специальных гнутых профилей, соединённых между собой сваркой. Обшивка кузова выполнена из предварительно натянутого стального листа, приваренного к каркасу, внутренняя сторона листов покрыта противошумным материалом. Обшивка крыши из листов стеклопластика крепится болтами к обвязочным элементам и дугам каркаса кузова. Внутренняя обшивка стен и потолка вагона выполнена из бумажнослоистого пластика, стыки которого перекрыты алюминиевыми штапиками. Стены и потолок имеют тепловую изоляцию, установленную между внутренней и внешней обшивками. Пол вагона собран из фанерных плит и покрыт нескользким износостойким материалом, поднятым у стен на 90 мм. Для доступа к подвагонному оборудованию в полу предусмотрены люки, закрытые крышками.

### Салон
В пассажирском салоне установлены 32 мягких кресла: слева — одноместные, справа — сдвоенные. В боковой стене имеются четыре двери сдвижного типа. Крайние двери одностворчатые, средние — двухстворчатые (ширина крайних — 890 мм, средних — 1390 мм), открывание и закрывание которых осуществляются индивидуальным электромеханическим приводом с реечной передачей, централизованно из кабины водителя. В кабине водителя, отделённой от салона перегородкой с задвижной дверью, размещена аппаратура управления. На задней площадке салона установлен маневровый пульт управления. Кабина водителя и салон имеют хорошую естественную освещённость в дневное время благодаря большим окнам. Вечернее освещение салона — 12 светильников с люминесцентными лампами мощностью 40 Вт с индивидуальными преобразователями типа БПЛ-5, расположенными в два ряда; отопление — 19 электропечей с нагревательными элементами типа ТЭН60, расположенных под пассажирскими сиденьями, и бортовые электропечи, расположенные с правой стороны. Стёкла лобовых окон обогреваются трубчатыми нагревательными элементами. Вентиляция вагона — естественная через двери и форточки.

### Двигатели
Вагон оборудован четырьмя тяговыми двигателями смешанного возбуждения типа ДК-269 мощностью 45 кВт. Крутящий момент от тяговых двигателей через карданный вал с упругой муфтой и одноступенчатый редуктор с зацеплением Новикова передаётся на колёсные пары тележки. Питание тяговых двигателей осуществляется от контактной сети с номинальным напряжением 550 В постоянного тока через токоприёмник 606.29.00.000 пантографного типа.

### Тележки
Тележки вагона — рамной конструкции с независимой подвеской тяговых двигателей. Рама тележки сварной конструкции состоит из двух продольных и двух концевых балок замкнутого сечения. Через буксовые узлы наружного типа рама тележки опирается на две оси открытого типа. Буксовый узел состоит из осевых подшипников и резиновых прокладок. Рессорное подвешивание состоит из резинометаллических элементов и винтовых пружин, колёса — подрезиненные. На тележке установлены соленоиды привода механического тормоза и электромагнитные башмаки рельсового тормоза.

## Эксплуатирующие города
По состоянию на январь 2013 года вагоны модели 71-615 эксплуатируются в единственном городе — Пятигорске.
| Бортовой номер | Заводской номер | Год выпуска | Примечания |
| -------------- | --------------- | ----------- | ---------- |
| 201            | 116             | 1995        |            |
| 202            | 70              | 1995        | Списан     |
| 203            | 424             | 1997        |            |
| 204            | 425             | 1997        |            |
| 205            | 428             | 1997        |            |
| 206            | 429             | 1997        |            |
| 207            | 430             | 1997        |            |
| 208            | 446             | 1997        |            |
| 210            | 447             | 1997        |            |
| 211            | 448             | 1997        |            |
| 212            | 451             | 1997        |            |